# Бьют (бухта)
Бу́хта Бьют (англ. Bute Inlet) — одна из основных бухт побережья Британской Колумбии. Её длина составляет 80 км от устьев рек Хоматко и Саутгейт до континентальных мысов при входе в неё, который практически блокируется островом Стюарт. Средняя ширина бухты — 4 км. Вместе с проливами (проливы Кам и Сутил), ведущими к проливу Джорджии, её длина достигает 110 км. У входа в проливы, по обе стороны от бывшего пути ледника Бьют находятся острова Куадра (с запада) и Кортез (с востока).

## Происхождение названия
Название бухты Бьют происходит от Джона Стюарта, 3-го графа Бьюта, который в 1762—1763 гг. был премьер-министром Великобритании. Его внук Чарльз Стюарт был помощником штурмана на Дискавери Джорджа Ванкувера.